# RMS Laconia (1921)
«Лаконія» (англ. RMS Laconia (1921) — британське пасажирське судно-океанський лайнер, побудований компанією Swan, Hunter & Wigham Richardson у Волсенді на замовлення компанії Cunard Line, як наступник попередньої «Лаконії» 1911—1917 років. Нове судно було спущено на воду 9 квітня 1921 року і здійснило своє перше плавання 25 травня 1922 року з Саутгемптона до Нью-Йорка. З початком Другої світової війни його переобладнали в озброєний торговельний крейсер, а згодом у десантний корабель. Лайнер був затоплений у Південній Атлантиці 12 вересня 1942 року U-156 корветтен-капітана Вернера Гартенштайна. Деякі оцінки кількості загиблих свідчать про те, що під час затоплення «Лаконії» загинули понад 1658 осіб. Гартенштайн ініціював порятунок пасажирів і екіпажу «Лаконії», до якої залучили додаткові німецькі підводні човни, що стало відомим як інцидент з «Лаконією».

## Історія служби
4 вересня 1939 року через початок війни з нацистською Німеччиною Британське адміралтейство реквізувало «Лаконію» та переобладнало її в допоміжний озброєний крейсер. До січня 1940 року вона була оснащена вісьмома шестидюймовими і двома тридюймовими гарматами. Після випробувань біля острова Вайт він взяв на борт золоті злитки і 23 січня відплив до Портленда у США. Наступні кілька місяців судно провело, супроводжуючи конвої до Бермудських островів і до пунктів призначення у середній Атлантиці, де вони приєднувалися до інших конвоїв.
9 червня корабель сів на мілину в басейні Бедфорд біля Галіфакса, отримавши значні пошкодження, і ремонт не був завершений до кінця липня. У жовтні його пасажирські каюти розібрали, а деякі зони заповнили бочками з маслом, щоб забезпечити додаткову плавучість, щоб він міг довше залишатися на воді в разі торпедування.
У період з червня по серпень 1941 року «Лаконія» повернулася до Сент-Джона, Нью-Брансвік, була переобладнана, а потім повернулася до Ліверпуля, щоб використовувати колишній лайнер як військовий транспорт до кінця війни. 12 вересня 1941 року він прибув до Бідстонського доку, Беркенгед, і був прийнятий Cammell Laird and Company для переобладнання. На початку 1942 року робота була завершена, і протягом наступних шести місяців «Лаконія» здійснювала військові рейси на Близький Схід. В одному з таких рейсів корабель використовувався для перевезення військовополонених, переважно італійців. Допоміжний крейсер прибув спочатку до Кейптауна, а потім взяв курс на Фрітаун, дотримуючись зигзагоподібного курсу та здійснюючи протичовнові ухиляння вночі. На момент інциденту вона перевозила переважно італійських військовополонених з Кейптауна до Фрітауна під командуванням капітана Рудольфа Шарпа. На борту корабля перебували 463 офіцери та екіпаж, 87 цивільних осіб, 286 британських солдатів, 1793 італійських полонених і 103 польських солдати, які охороняли полонених.

### Останній рейс
О 22:00 12 вересня 1942 року німецький підводний човен U-156 патрулював біля узбережжя західної Африки, на півдорозі між Ліберією та островом Вознесіння. Командир підводного човна, корветтен-капітан Вернер Гартенштайн, помітив великий британський корабель, який плив один, і атакував його. Озброєні кораблі, а це означало більшість торговельних і військових транспортних засобів, були законними цілями для нападу без попередження. «Лаконія» підпадала під цю категорію, і о 10:22 вечора радист передав повідомлення на діапазоні 600 м (500 кГц): «SSS SSS 0434 South / 1125 West Laconia torpeded». «SSS» був кодом, який означав «атакований підводним човном». Були передані додаткові повідомлення, але немає записів про те, що вони були отримані будь-яким іншим судном або станцією.
О 21:11 «Лаконія» затонула носовою частиною, її корма піднялася до вертикального положення, а багато італійських полонених все ще були на борту. Перспективи для тих, хто втік з корабля, були лише трохи кращими; акули були звичайним явищем у цьому районі, а рятувальні човни дрейфували в середині Атлантики з невеликою надією на порятунок.